# Mychajliwka-Rubeżiwka
Mychajliwka-Rubeżiwka (ukr. Михайлівка-Рубежівка) – wieś na Ukrainie, w obwodzie kijowskim, w rejonie buczańskim, w hromadzie Irpień. W 2020 liczyła 3430 mieszkańców.